# Blues (time de rugby)
O Blues é um time profissional de rugby da Nova Zelândia franqueado ao Super 14 fundado em 1996 e administrado pela Northland Rugby Union, North Harbour Rugby Union e pela Auckland Rugby Union jogando atualmente no Eden Park na cidade de Auckland.